# リース・ネルソン
リース・ルーク・ネルスン（Reiss Luke Nelson , 1999年12月10日 - ）は、イングランド・ロンドン・サザーク区出身のプロサッカー選手。フラムFC所属。元イングランド代表。ポジションは、フォワード。

## 経歴
2007年、9歳のときにアーセナルFCの下部組織に入団。
2018年8月31日、TSG1899ホッフェンハイムへローン移籍した。2018年9月15日、フォルトゥナ・デュッセルドルフ戦でプロ初得点を記録した。7ゴールの好成績を残しブンデスリーガ年間最優秀若手賞候補にノミネートされた。
2020年7月15日、プレミアリーグのリヴァプール戦でプレミアリーグでの初ゴールを決めた。
2021年8月31日、「大きな挑戦」と語りフェイエノールトへの1シーズンローンが公式発表された。しかし怪我の影響で途中出場が主となり得点には恵まれず、2022年4月10日のヘラクレス・アルメロ戦でようやくリーグ戦初得点を決めた。シーズン終了後はアーセナルに復帰するも売却候補と報じられ、ベルント・レノらが移籍する中、残留した。
2022年12月17日、ワールドカップ2022によるリーグ中断期間中の親善試合ユヴェントスFC戦にて左足のハムストリングを負傷した。2023年2月15日、PL第12節延期分マンチェスター・シティFC戦でベンチメンバー入りし約2ヶ月ぶりに復帰した。3月4日、PL第26節ボーンマス戦にて69分から途中出場すると左サイドからクロスを上げてホワイトの同点弾をアシストした。さらにアディショナルタイムを過ぎラストプレーとなるコーナーキックで相手のクリアボールが自身のところ飛んでくると胸トラップ後に自身の右側にコースがないととっさに判断し左足に持ち替えて打った強烈なシュートが決まり1ゴール1アシストの活躍で2点ビハインドからラストプレーでの劇的逆転勝利の立役者となった。この活躍は、シーズンで最も試合の流れを変えた選手に贈られるゲームチェンジャー・オブ・ザ・シーズン賞を受賞した。2023年6月末までの契約であったが、7月6日にアーセナルと契約延長したことが公式発表された。
2024年8月31日、フラムFCにレンタル移籍した。

## 代表歴
その出自からジンバブエ代表としてプレーする権利も有しているが、イングランド代表として各年代でプレーしている。

## 個人成績
| クラブ           | シーズン | リーグ         | リーグ戦 | リーグ戦 | カップ戦 | カップ戦 | リーグ杯 | リーグ杯 | 国際大会 | 国際大会 | その他 | その他 | 合計 | 合計 |
| クラブ           | シーズン | リーグ         | 出場     | 得点     | 出場     | 得点     | 出場     | 得点     | 出場     | 得点     | 出場   | 得点   | 出場 | 得点 |
| ---------------- | -------- | -------------- | -------- | -------- | -------- | -------- | -------- | -------- | -------- | -------- | ------ | ------ | ---- | ---- |
| アーセナル       | 2017-18  | プレミアリーグ | 3        | 0        | 1        | 0        | 3        | 0        | 8        | 0        | 1      | 0      | 16   | 0    |
| アーセナル       | 通算     | 通算           | 3        | 0        | 1        | 0        | 3        | 0        | 8        | 0        | 1      | 0      | 16   | 0    |
| ホッフェンハイム | 2018-19  | ブンデスリーガ | 23       | 7        | 1        | 0        | -        | -        | 5        | 0        | 0      | 0      | 29   | 7    |
| ホッフェンハイム | 通算     | 通算           | 23       | 7        | 1        | 0        | -        | -        | 5        | 0        | 0      | 0      | 29   | 7    |
| アーセナル       | 2019-20  | プレミアリーグ | 17       | 1        | 2        | 1        | 1        | 1        | 2        | 0        | 0      | 0      | 22   | 3    |
| アーセナル       | 2020-21  | プレミアリーグ | 2        | 0        | 1        | 0        | 1        | 0        | 4        | 1        | 1      | 0      | 9    | 1    |
| アーセナル       | 通算     | 通算           | 19       | 1        | 3        | 1        | 2        | 1        | 6        | 1        | 1      | 0      | 31   | 4    |
| 総通算           | 総通算   | 総通算         | 45       | 8        | 5        | 1        | 5        | 1        | 19       | 1        | 2      | 0      | 76   | 11   |

## タイトル

### クラブ
アーセナルFC
- FAコミュニティ・シールド: 3回（2017, 2020, 2023）
- FAカップ: 2019-20

### 個人
- ゲームチェンジャー・オブ・ザ・シーズン賞: 1回（2022-23）